# Lilla Alby

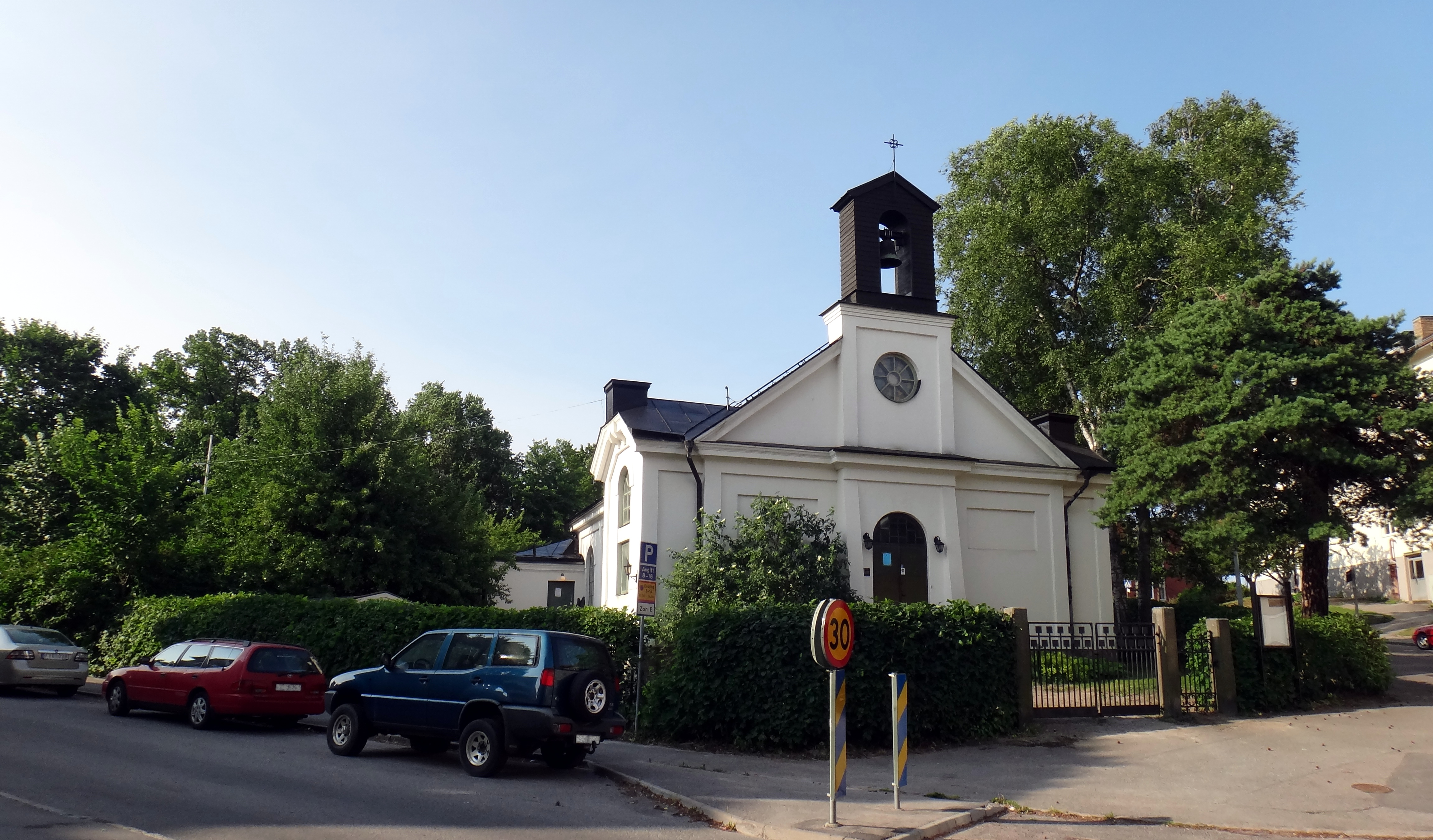
Alby kyrka.

Lilla Alby är en stadsdel i det södra hörnet av Sundbybergs kommun.  Den ligger sydväst om järnvägen och gränsar i sydväst mot Bällstaviken och Mariehäll (Stockholms kommun), i söder och öster mot Solna kommun och i norr mot Centrala Sundbyberg. Lilla Alby har 4 235 invånare (2013).

## Historia

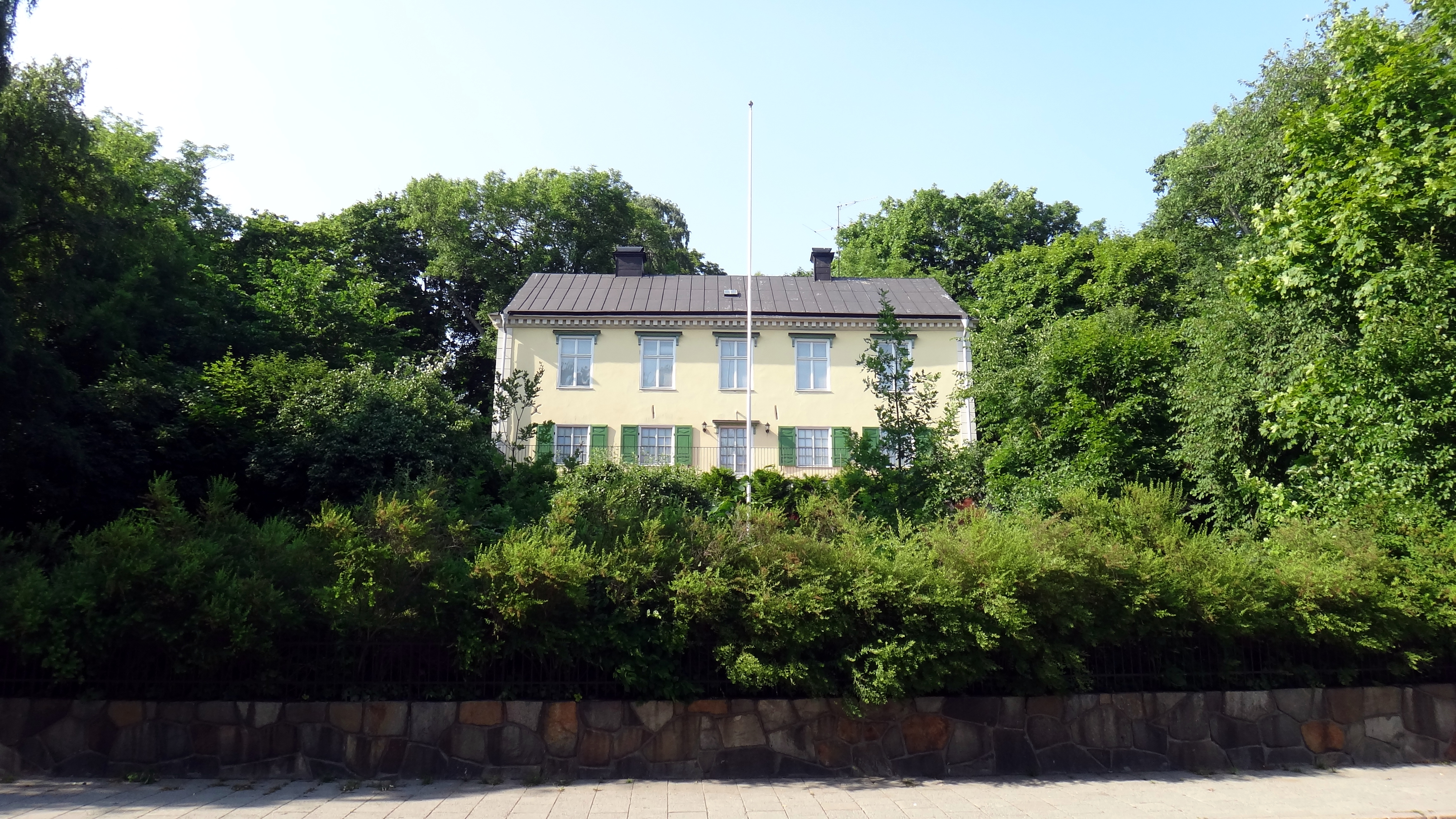
Ahlby säteri.

Namnet Alby nämns som ett kyrkohemman och ett skattehemman 1553. Lilla Alby gård ingick länge som en del av främst Huvudsta gård och Alby gård. Sätesgården Ahlby säteri från 1620-talet är i dag den äldsta bevarade bebyggelsen. 1833 byggdes nuvarande Lilla Alby gård.
1877 invigdes ett stationshus på Västeråsbanan i Sundbyberg, vilket höjde områdets tillgänglighet och attraktivitet. Dåvarande ägaren av Lilla Alby gård, Carl Abraham Humble, lät 1878 bygga ett kapell för Evangeliska Fosterlandsstiftelsen, Immanuelskapellet (sedermera Alby kyrka). Samma år inrättades en exploateringsplan för området, och i slutet av 1880-talet började Humble stycka upp och sälja av delar av gården för att bygga villor. Namnet Lilla Alby började samtidigt användas för området. Den 19 juli 1907 inrättades Lilla Alby municipalsamhälle i Solna landskommun. 1943 upplöstes municipalsamhället i samband med att Solna blev stad. Den nuvarande stadsdelen, med en area om 0,32 km² och då 2 810 invånare, överfördes från Solna till Sundbyberg 1949. Ytterligare smärre gränsregleringar mellan Solna och Sundbyberg, gällande bland annat kvarteret Cirkusängen genomfördes 1995 och 2006 . De nuvarande stadsdelsgränsena överensstämmer således inte helt med det tidigare municipalsamhällets.
Carl Abraham Humble har givit namn till Humblegatan, som går genom stadsdelen.

## Byggnader
I Lilla Alby ligger Ahlby säteri, en sätesgård från 1620-talet som är den äldsta bevarade bebyggelsen i stadsdelen. Stadsdelen har en kulturminnesmärkt kyrkobyggnad, Alby kyrka, byggd 1892. Den drevs sedan 1934 av Svenska kyrkan. 2013 avsakraliserades den och såldes till MKFC Stockholms folkhögskola.
Vid Landsvägen i stadsdelens nordöstra hörn ligger sedan sommaren 2014 Swedbanks huvudkontor.
Lilla Alby är i stort sett helt bebyggd med flerfamiljshus. Antalet bostäder i stadsdelen är 2 557, varav 57 procent upplåts med hyresrätt och 43 procent med bostadsrätt (2013). Närmast Bällstaviken fanns tidigare en del industrilokaler som revs 2010 för uppförande av nya bostäder. I Lilla Alby finns två parker: Tuvan och Stamgårdsparken.

## Kommunikationer
Det finns ingen tunnelbanestation inom Lilla Alby, men i norra delen av stadsdelen är det nära till pendeltågsstationen Sundbyberg och även till tunnelbanestationen Sundbybergs centrum. Landsvägen, som avgränsar stadsdelen i norr och väster, har sedan hösten 2013 spårvagnstrafik med två hållplatser på Tvärbanan. I södra delen av Lilla Alby är det nära till tunnelbanestation Solna strand, som ligger i Solna.

## Demografi
I Lilla Alby bodde 4 235 personer i slutet av år 2011, vilket motsvarade 10,7 procent av kommunens befolkning.

## Bilder

Karta över Lilla Alby
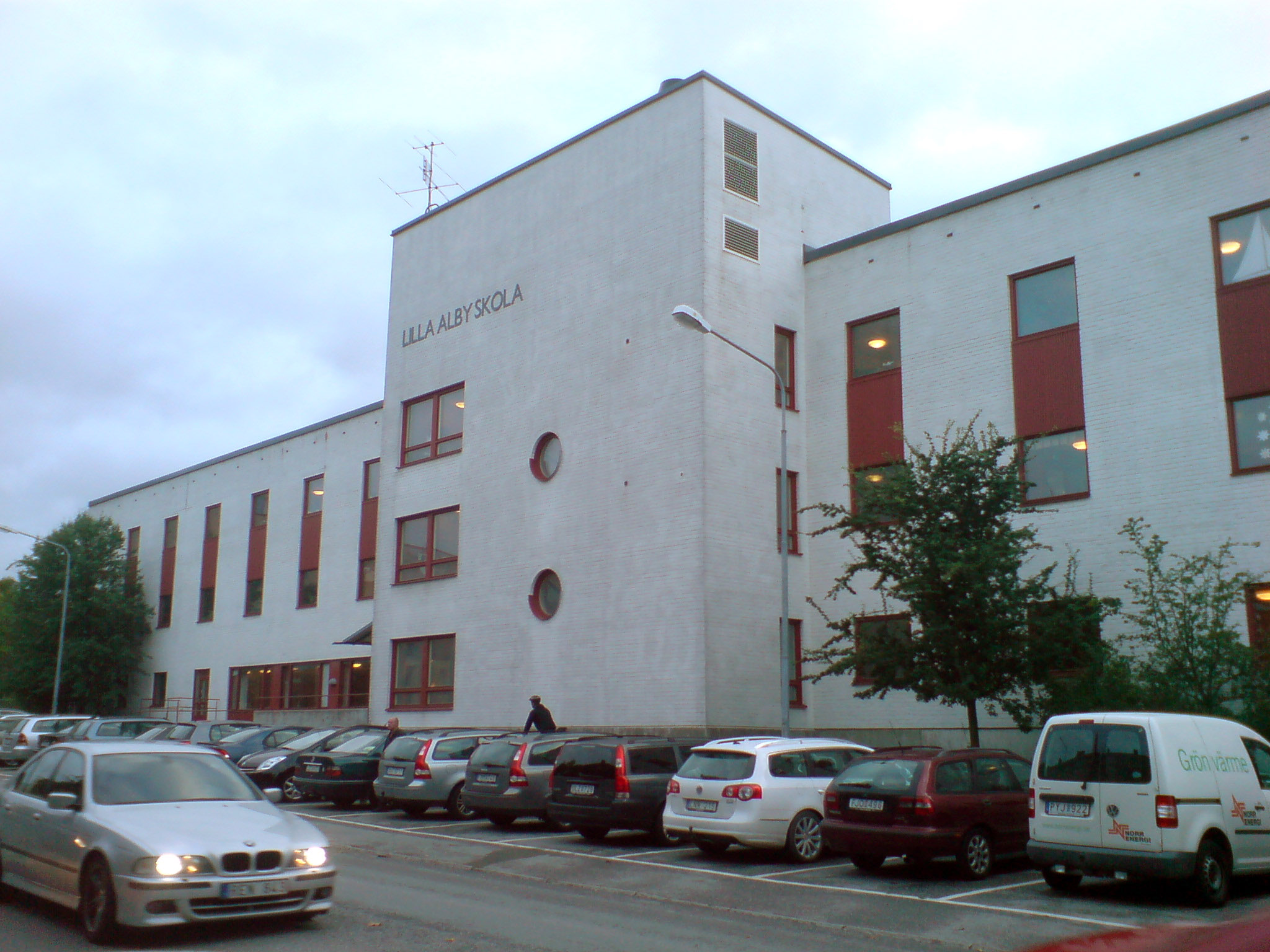
Lilla Alby skola
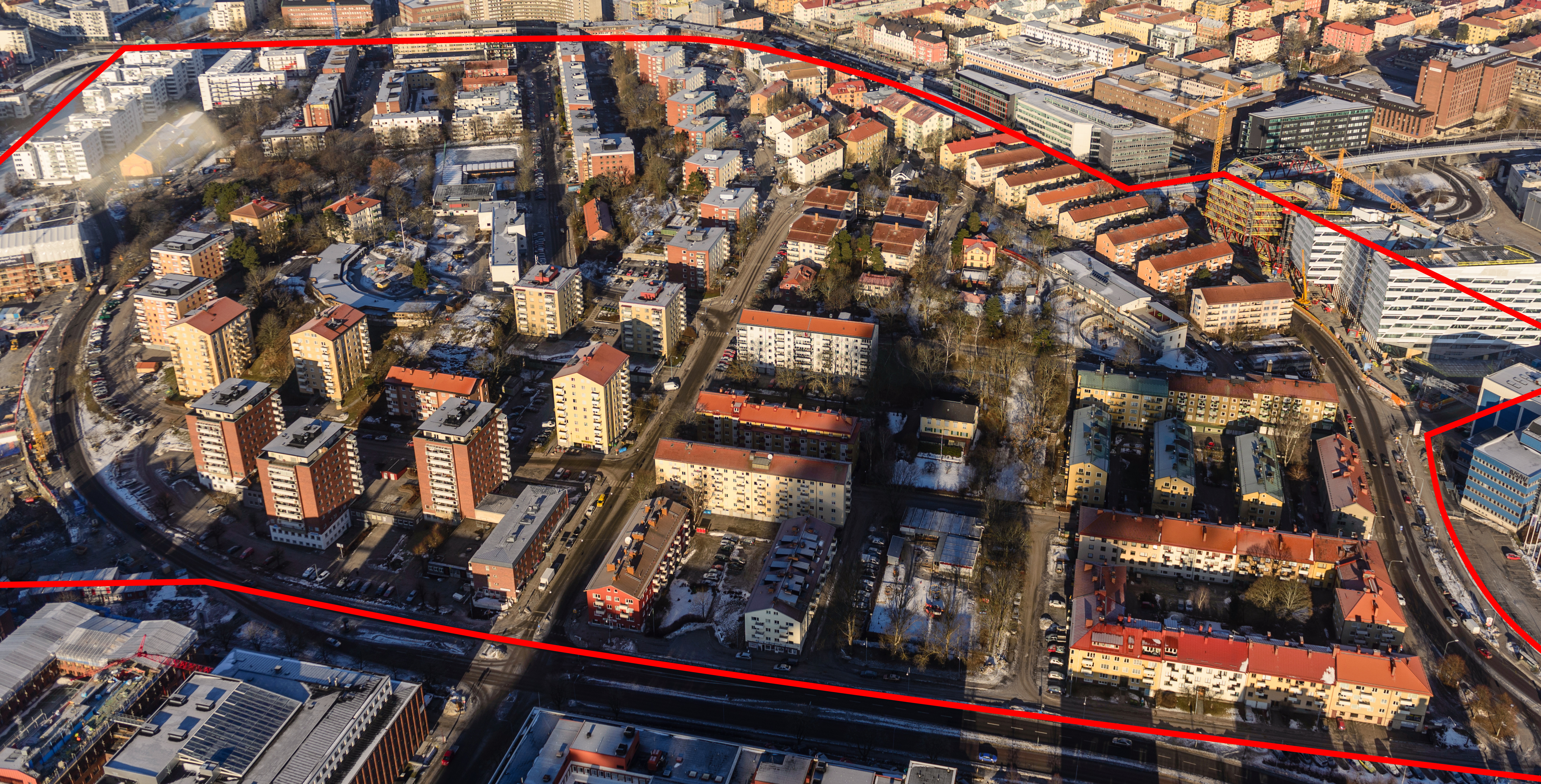
Flygfoto med stadsdelsgräns inritad
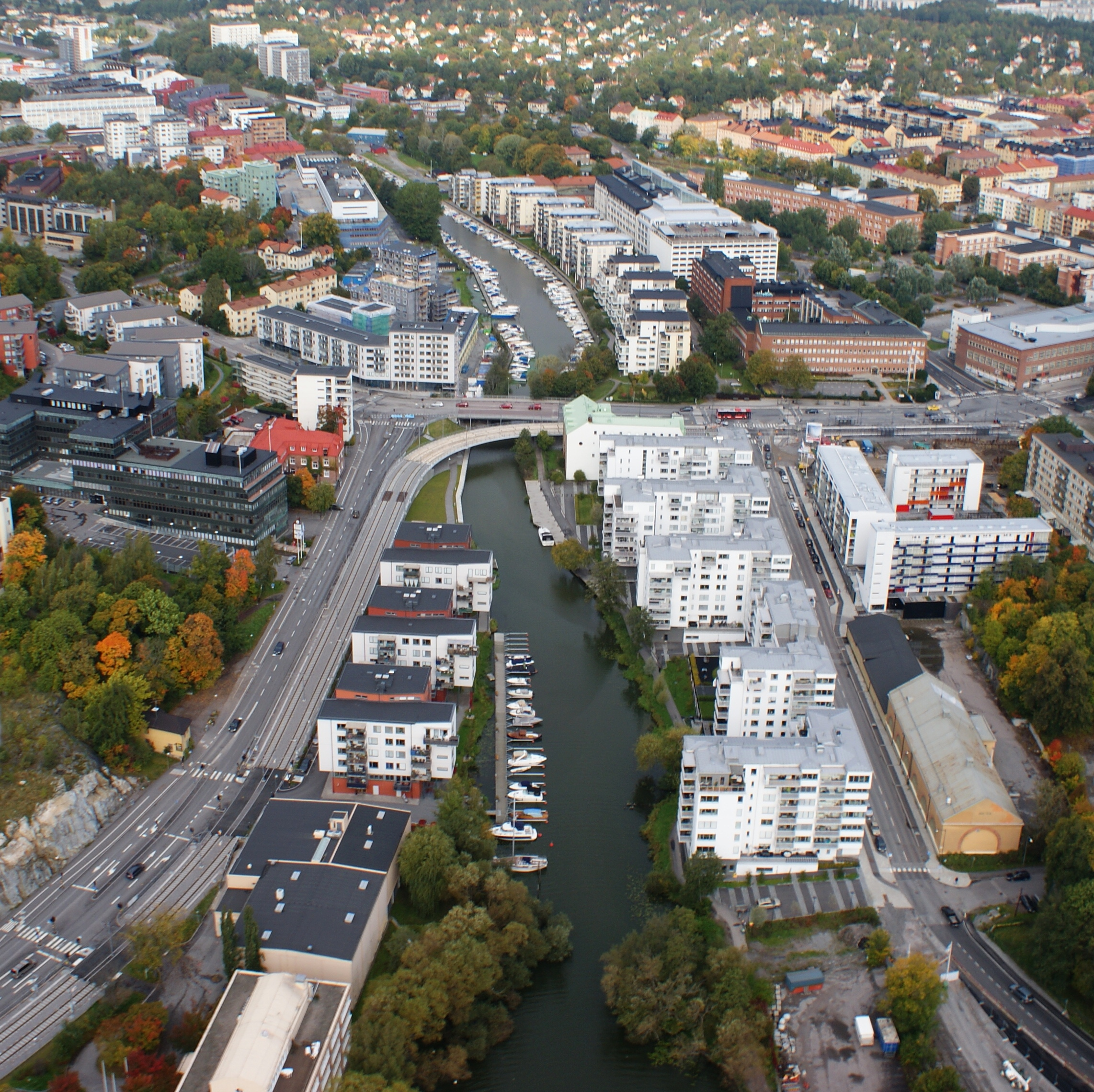
Flygfoto över Bällstaviken, Bällsta bro och Bällstaån, med Lilla Albys strandbebyggelse nere till höger